# Ride 'Em Plowboy
Ride 'Em Plowboy är en förlorad animerad kortfilm från 1928 med Kalle Kanin i huvudrollen.

## Handling
Kalle Kanin jobbar som bonde på en bondgård och har flera djur.

## Om filmen

### Produktion
Filmen var från början tänkt att ha titeln An Ill Wind, men ändrades till slut till Ride 'Em Plowboy.
Filmen var delvist inspirerad av den tidigare Disney-kortfilmen Alice's Egg Plant från 1925, och var den första som skildrade en tornado. Detta kom senare att användas i den senare Musse Pigg-kortfilmen Muntra musikanter som utkom 1935.

### Eftermäle
Filmen har gått förlorad och finns inte tillgänglig, däremot finns bildmanus och två teckningar av den sparade.